# World of Warcraft: Battle for Azeroth
World of Warcraft: Battle for Azeroth (укр. Світ Воєнного ремесла: Битва за Азерот) — сьоме доповнення до комп'ютерної гри World of Warcraft, анонсоване 3 листопада 2017 року на BlizzCon, вийшло 14 серпня 2018 року. Battle for Azeroth присвячене повномасштабній війні між Альянсом і Ордою. Доповнення підвищило максимальний рівень персонажів до 120-го, додало континенти Кул-Тірас і Зандалар, а також ввело союзні раси.

## Нововведення
Ліміт рівня персонажа піднявся до 120-го. У новому доповненні немає поділу серверів на PvP і PvE: тепер гравець може сам вибирати свій стиль гри незалежно від сервера. Включати та виключати PvP-режим можна тільки у столицях (Штормовій для Альянсу, Орґріммар для Орди). Розширені опції створення уже присутніх рас. Тепер гравці можуть вибрати пряму поставу для орків і колір очей для ельфів крові.
Додані нові анімації заклять у чорнокнижників (анімації інших магів були вже змінені у доповненні Legion) і деяких класів ближнього бою. Планують чергові зміни класових спеціалізацій, проте багато основних механік перекочували у Battle for Azeroth з Legion. Розробники продовжують працювати над створенням унікального стилю бою для кожної спеціалізації. Технологія масштабування, вперше застосована у Legion, збережена у Battle for Azeroth для локацій Кул-Тіраса і Зандалара. Масштабування також було застосоване у зонах попередніх доповнень при прокачці персонажів низького рівня.

### Підземелля та рейди
На старті Battle for Azeroth стали доступні 10 нових підземель, 8 з яких розділені між фракціями та недоступні гравцям інших фракцій аж до 120-го рівня.
Значні зміни стосуються рейдів. На відміну від попередніх доповнень, у Battle for Azeroth немає рейдових комплектів і пов'язаних з ними бонусів. За словами розробників, ця система вичерпала себе у сучасному WoW. Частину функцій скасованих рейдових комплектів взяв на себе спеціальний артефакт —  Серце Азерот. На початку доповнення були додані нові рейди і світові боси.

### Серце Азероту
Система артефактів з Legion отримала розвиток у вигляді артефактного медальйона Серце Азероту, який необхідно покращувати протягом всього доповнення з допомогою ресурсу під назвою азерит. Прокачування медальйона за допомогою азерита також покращує 4 слоти спорядження персонажа. Багато здібностей артефактів попереднього доповнення залишилися у героїв у вигляді пасивних здібностей.

### Нові режими
У Battle for Azeroth додані 2 нові гральні режими — острівні експедиції та воєнні фронти.
У режимі експедицій гравцям потрібно відвідати та дослідити численні острови Великого моря у пошуках скарбів. На островах гравцям необхідно добувати азерит, потрібний для покращення артефакту Серце Азероту. Експедиції розраховані на швидке проходження і мають 4 режими складності, у тому числі й PvP-режим. У цьому режимі впроваджений новий штучний інтелект неігрових персонажів. Їхня поведінка непередбачувана і наближена до поведінки гравців. Вони володіють унікальними характерами та різною тактикою, яка бере до уваги слабкості гравця у процесі бою.
Режим фронтових боїв є одним з ключових особливостей Battle for Azeroth. Цей режим являє собою PvE-бої між фракціями, в якому групі з 20 гравців потрібно захопити базу ворога, убивши лідера протилежної фракції. Прообразом фронтів є Warcraft III та інші стратегії серії Warcraft. Як і у стратегії в реальному часі, гравцям необхідно будувати базу і наймати солдатів для бою, причому комп'ютерний противник буде займатися тим же. На відміну від стратегій, гравці будуть особисто брати участь в бою, а не спостерігати за ним.

### Союзні раси
Однією з головних особливостей Battle for Azeroth стало те, що додалися союзні раси — етнічні різновиди уже присутніх 13 ігрових рас. На цей час відомо про 10 союзних рас, причім 4 з них тісно пов'язані з попереднім доповненням Legion: для Альянсу — осяяні дренеї та ельфи Безодні, для Орди — народженні ніччю і таурени Крутогір'я. У Battle for Azeroth бік Альянсу зайняли дворфи з клану Чорного Заліза і люди Кул-Тіраса, а бік Орди — орки маґ'гари й зандаларські тролі. В оновленні 8.3 на допомогу Альянсу прийдуть механогноми, на допомогу Орді — вульпери.

## Сюжет
Історія нового доповнення починається невдовзі після закінчення подій Legion. Ціною неймовірних жертв народам Азероту вдалось зупинити найбільше вторгнення Палаючого Легіону й отримати перемогу на Аргусі. Проте Альянс і Орда не були готові забути минулі образи, внаслідок чого розгоряється нова війна за ресурси й вплив, яка охоплює весь світ. Ворогуючі сторони прагнуть заволодіти азеритом — ресурсом, що з'явився на поверхні світу невдовзі після війни з Легіоном.
На самому початку нової війни, на ймення Війна шипів, між фракціями відбулися події, які призвели до спалення світового дерева Тельдрасил і нової битви за Лордерон. За підсумками цих боїв Орда посіла домінантне положення в Калімдорі, а Альянс зміцнив свої позиції у Східних королівствах. Для продовження конфлікту обидвом сторонам потрібен могутній флот.
Пошуки нових союзників і флоту привели ворогуючі фракції до раніше ізольованих теренів Великого моря: Альянс знайшов допомогу у Кул-Тірасі — могутньої морської держави, батьківщини Джейни Праудмур. Водночас Орда заключила союз з древньою імперією Зандалара, прабатьківщиною всіх тролів.

## Розробка
Доповнення Battle for Azeroth було анонсовано 3 листопада 2017 року на BlizzCon. Крайнім строком виходу доповнення було призначене 21 вересня 2018 року, пізніше була оголошена дата виходу — 14 серпня 2018 року. 17 січня 2018 року на ігрових серверах було запущене оновлення 7.3.5, яке стало сюжетним епілогом Legion і ввело деякі особливості Battle for Azeroth — зокрема, масштабування низькорівневих локацій. 30 січня 2018 року стало доступне передзамовлення доповнення, яке надавало гравцям ранній доступ до розблокування перших 4-х союзних рас і миттєве підвищення рівня персонажа до 110-го.
26 січня на тестові ігрові світи було встановлено оновлення 8.0, а у лютому почалося закрите альфа-тестування Battle for Azeroth, де тестерам був відкритий доступ до деяких локацій і підземель Кул-Тіраса і Зандалара, а також можливість випробувати механіки й оновлені анімації класів. 24 квітня почалося бета-тестування Battle for Azeroth. 18 липня 2018 року вийшло оновлення, що передує виходу Battle for Azeroth, яке вводить нову механіку, яке запускає події, що випереджують сюжет нового доповнення.